# Жак Капо
Жак Капо (фр. Jacques Copeau; Париз, 4. фебруар 1879 — Бон, 20. октобар 1949) био је утицајни француски позоришни режисер, продуцент, глумац и драматург, рођен у Паризу. Пре него што је основао своје познато позориште Théâtre du Vieux-Colombier у Паризу, писао је позоришне критике за неколко Париских журнала, радио у „Georges Petit Gallery” где је организовао изложбе радова уметника и помогао у оснивању Nouvelle Revue Française 1909. године, заједно са својим пријатељима писцима, међу којима су били и Андре Жид и Жан Шлумбергер. Касније је организовао школу глуме у склопу свог позоришта и тако утицао на развој позоришта тренингом глумаца. Француска позоришна сцена двадесетог века је обележена радом Капоа. Према Алберу Камију, „У историји француског позоришта постоје два периода, : пре Капоа и после Капоа”.

## Детињство, младост и образовање
Као дете богате породице средње класе, Капо је одрастао у Паризу и похађао најбоље школе. У гимназији Lycée Condorcet, био је талентован ђак и већ тада је показао значајан интерес за позориште. Његова прва представа, Brouillard du matin (Јутарња магла), приказана је 27. марта 1897. године у Nouveau-Théâtre под окриљем алумни асоцијације гимназије Lycée Condorcet. Некадашњи председник, Жан Казимир Перије и писац Жорж де Порто-Риш су му честитали на одлично обављеном послу. Током истог периода када је Капо спремао своје дипломске испите, упознао је Агнес Томсен, младу Данкињу која је била у Паризу да би усавршила француски јеѕик. Упознали су се 13. марта 1896, и Капо, тада седамнаестогодишњи ђак, убрзо се заљубио. Потом је положио своје испите из филозофије на Сорбони, али позориште, љубав према читању и време које је проводио са Агнес остављали су му мало времена за учење и због тога није успео да положи испит за лиценцу, и након неколико покушаја. Против воље своје мајке, оженио је Агнес у јуну 1902. у Копенхагену. Њихово прво дете Мари-Хелен Дасте, рођено је 2. децембра 1902.
У Априлу 1903, млада породица се вратила у Француску где је Капо преузео своје дужности као директор породичне фабрике. Током овог периода Капо је често путовао у Париз где је стекао углед позоришног критичара за неколико публикација. Године 1905. Капо је наставио свој рад пишући критике за дела као што су Ибсенова Кућа лутака и Д'Анцуциова Ђоконда, као и преглед структуре савременог позоришта, објављен у часопису L'Ermitage у фебруару. Средином априла рођена је њихова друга ћерка, Хедвиг. У јулу 1905. године прихватио је посао у галерији „Georges Petit Gallery”, где је организовао изложбе. Остао је у галерији до маја 1909. године. Током овог периода наставио је да пише позоришне критике и стекао репутацију врсног критичара позоришне уметности. Продаја породичне фабрике омогућила му је да се фокусира на књижевне активности као једног од оснивача Nouvelle Revue Française (NRF), публикације која је постала једна од водећих у Француској.
„Ослобођен”, као што је он изјавио, од обавеза у галерији и менаџерских брига у фабрици, Капо се максимално инвестирао у свој прави позив. Године 1910. купио је Le Limon, некретнину у Сени и Марни, далеко од гужве и буке Париза. Неуморно је радио на сценској адаптацији Браће Карамазов Достојевског, са својим школским пријатељем Жаном Круеом, која је завршена крајем 1910. године. Тада је био спреман да ради у позоришту и у пракси, а не само као критичар. Представа је премијерно приказана у априлу 1911. године у позоришту Théâtre des Arts и добила је позитивне критике. Чарлс Даблин, у улози Смеридијакова, био је изузетно запажен за свој перформанс. Касније одржане представе ове адаптације додатно су потврдиле позитивне критике.

## Позориште Стари Голубар
Идеја о обнови Француске сцене коју је Капо имао на уму још од својих најранијих дана позоришног критичара је најзад почела да се остварује у јануару 1912. Желео је да се отараси комерцијализоване Париске сцене и претераног шаренила, као и технике глуме ham acting која је постала преовладавајућа међу професионалним глумцима тог периода. Такође, видео је претерани реализам који је био део претходне реформе као препреку за разумевање текста и развој ликова. По његовом мишљењу, чак су и француска комедија и Молијерова кућа потпали под утицај извештачености коју је сматрао препреком за праву уметничку креативност. Желео је да покрене позориште у једноставнијем правцу и да га ослободи кићења које је чак и најбоље текстове чинило неразумљивим.
Нетакнутих идеала, са уредничком позицијом у НРФ часопису, подршком пријатеља, као и великим искуством које је то тада стекао, одлучио је да оформи позоришну трупу. Изнајмио је стару и трошну зграду „Athénée-Saint-Germain” у улици Vieux-Colombier, која је била далеко од његовог идеала, али су локација и удаљеност од комерцијалног позоришта били сигнал да је било време за креирање новог правца. Назвао је позориште по улици да би било лакше за проналажење. На пролеће 1913, уз помић Шарла Дилена, у чијем стану су одржавали аудиције, Капо је почео да окупља трупу.
Током лета 1913, Капо је водио своју трупу Le Limon у своју кућу у долини Марне. Тамо их је упознао са својим приступом позоришном тексту. Такође, били су под режимом ригорозног тренинга који је између осталог укључивао импровизацију и покрет. Желео је да ослободи ове младе глумце од свих пређашњих техника и трикова које су научили у комерцијалном позоришту. Два текста, адаптације дела Жена убијена са љубазношћу Томаса Хејвуда и Молијерова Лекарова љубав, требало је да буду приказане те сезоне и била су полазна тачка за њихов рад на тексту и импровизацији.
Повратак трупе у Париз почетком септембра поклопио се са публикацијом у Капоовом магазину НРФ: Un essai de rénovation Dramatique: le théâtre du Vieux-Colombier (Есеј о драмској обнови: The Théâtre du Vieux-Colombier), у којој је поставио основне принципе свог пројекта.